# یوچن دلنی
یوچن دلنی (به لاتین: Uchań Dolny) یک روستا در لهستان است که در Gmina Łyszkowice واقع شده‌است.

## خصوصیات
یوچن دلنی ۱۲۰ نفر جمعیت دارد.